# Hill Bay
Die Hill Bay ist eine 3 km breite und 8 km tiefe Bucht an der Ostküste der Brabant-Insel im Palmer-Archipel. Sie liegt zwischen dem Spallanzani Point und dem Mitchell Point.
Die hydrographische Abteilung der britischen Admiralität nahm zwischen 1951 und 1952 eine erste grobe Vermessung vor. Das UK Antarctic Place-Names Committee benannte sie 1957 nach Leonard Charles Hill (1908–2003), Teilnehmer der britischen Discovery Investigations an Bord der RRS William Scoresby von Januar bis Februar 1931 sowie auf der RRS Discovery II zwischen 1931 und 1939.